# Margarete Amerbach
Margarete (Margreth) Amerbach (ur. 14 lutego 1490, zm. 26 września 1541) - przedstawicielka rodu Amerbachów, bazylejskich drukarzy i uczonych.

## Życie
Była czwartym z pięciu dzieci Johanna Amerbacha i Barbary Ortenberg. Ojciec Johann (ok. 1433–1513), osiadły w Bazylei, był jednym z najważniejszych drukarzy i wydawców renesansu. Matka, obywatelka Bazylei, poślubiła Johanna jako wdowa. Margarete miała czworo rodzeństwa, braci Bruna (1484-1519), Basiliusa (1488-1535) i Bonifaciusa (1495-1562), zmarłą w dzieciństwie siostrę oraz przyrodniego brata Berharda, syna matki z poprzedniego małżeństwa. 
Rodzina Amerbachów mieszkała w okolicach bazylejskiego klasztoru kartuzów St. Margarethental - z klasztorem tym była bardzo silnie związana duchowo i towarzysko. Margarete otrzymała imię od św. Małgorzaty, patronki tego klasztoru. Młodsze dzieci, Bonifacius i Margarete spędziły dzieciństwo w Bazylei - z wyjątkiem okresu, kiedy miastu zagrażała epidemia i zostały wysłane na wieś (spędziły tam kilka miesięcy, prawdopodobnie w klasztorze cystersów w Egental). Starsi bracia wychowywali się natomiast osobno, gdyż pobierali nauki za granicą.
Zaręczyła się i wyszła za mąż jako młoda dziewczyna - 7 lutego 1506 poślubiła kupca korzennego Jakoba Rechbergera. Ojciec formalnie wydziedziczył Margarete 18 lutego 1506 - najprawdopodobniej przyczyną tego było właśnie jej małżeństwo. W 1507 rodzina pogodziła się jednak, a ojciec przyznał zaś córce posag w wysokości pięciuset florenów. Margarete i Jakob mieli wiele dzieci, z których kilkoro zmarło we wczesnym dzieciństwie.
Charakter Margarete cechowała zawsze silna chęć pomagania innym ludziom. Szczególnie silnie przywiązana była do swojego młodszego brata Bonifaciusa, z którym się wychowywała - Bonifacius nie zawsze jednak darzył ją równie silnym uczuciem. Gdy wrócił z Awinionu, przez pewien czas mieszkał w domu Rechbergerów. 
Zmarła w czasie zarazy.

## Korespondencja
Listy rodziny Amerbachów jako całość stanowią interesujące dokumenty mówiące o życiu codziennym w okresie renesansu. Także korespondencja Margarete Amerbach stanowi istotne źródło dla dziejów rodu Amerbachów. Jej własne listy odznaczają się dużymi walorami literackimi, pisane są żywym, potoczystym dialektem alemańskim. Zachowały się także listy, które pisała w dzieciństwie, jako ośmiolatka - np. list, w którym pisze do matki z prośbą o nowe buty i ubrania. Matkę nazywa w nich "Frau Barbara Druckerin" ("Pani Barbara Drukarka"), sama zaś podpisuje się "Margred Drucker" ("Margred Drukarz"). Wiele listów pochodzi z okresu, kiedy w czasie epidemii przebywała poza Bazyleą (miała wtedy 12 lat).
Korespondencja Margaret wydana została częściowo w Die Amerbachkorrespondenz (red. A. Hartmann i B.R. Jenny; Basel 1942- ); istnieją także przekłady angielskie niektórych listów w The Correspondence of Johann Amerbach. Early Printtings in Social Context (red. Barbara C. Halporn, University of Michigan 2000).